# Enigma (spel)

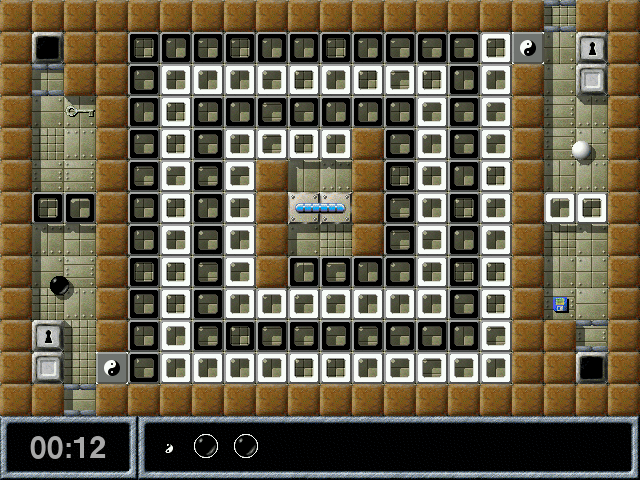
Skärmdump från Enigma version 0.70 porträtterande bana 133: Double-Spiral

Enigma är ett datorspel baserat på Oxyd och är släppt under GNU GPL-licensen. Dess föregångare Oxyd var ett oerhört populärt tv-spel när det fanns kommersiellt tillgängligt. Enigma fortsätter vara otroligt populär som en variant av Oxyd, nu när Oxyd inte längre underhålls. Enigmas popularitet kan förklaras av att det använder öppen källkod och kan köras på flera olika plattformar. Den öppna källkodsversionen av Enigma har blivit vida hyllad i recensioner.   
Landskapen ser ofta ut som logiska pussel, men ofta krävs också händighet med pekanordningen. Landskapen generares av script i programmeringsspråket Lua. Detta gör skapandet av komplicerade landskap relativt lätt. Det finns en baneditor, men för närvarande används den inte speciellt mycket.
Enigma innehåller förutom de 563 standardlandskapen som är utformade för spelet också följande:
- 149 landskap anpassade från varierande Sokobanspel
- 151 landskap anpassade från Oxydspelen
- 20 instruktionslandskap
- 91 landskap anpassade från Oxyds föregångare Esprit.

Totalt blir det 974 landskap.
Dessutom är Enigma kapabel att läsa och spela landskap från datafiler från de ursprungliga Oxydspelen, vilket potentiellt sett adderar ytterligare 550 landskap till Enigmas samling.
Enigma har ännu inte implementerat vissa av de finesser som finns i Oxydserien. De flesta landskap är trots det ändå fullt fungerande.
Enigma stöder för närvarande inte de populära nätverksspel för tvåspelarsamarbete som fanns tillgängliga i några versioner av Oxyd. För två spelare är dock de flesta landskap spelbara i single player.
Enigma är kompilerat för Mac OS, GP2X, Microsoft Windows och GNU/Linux (med tillgängliga paket för flertalet GNU/Linuxdistributioner).
Senaste versionen av Enigma är 1.01 och finns tillgänglig för fri nedladdning via spelets officiella hemsida.

## Spelupplevelse
Enigma består av cirka 1000 banor. Dessa är även kända som "landskap" och kan spelas i slumpvis turordning. Spelaren kontrollerar en eller flera leksakskulor genom att använda musen och interagera med landskapet endast via leksakskulan. Banor kan delas in i två breda kategorier: Oxydlandskap och meditationslandskap. Några banor kan förefalla tillhöra ena kategorin fast de egentligen tillhör den andra.

### Oxyd-landskap
I Oxydlandskap måste spelaren aktivera matchande Oxydstenar. När dessa blir träffade av en leksakskula, laserstråle eller vissa typer av rörlig tegel, öppnar de upp sig för att avslöja en färgad cirkel. Ifall två matchande Oxydstenar aktiveras kommer de förbli öppna. Om icke-matchande Oxydstenar aktiveras försluter sig den första. När alla Oxydstenar är öppna är banan klarad.

### Meditationslandskap
I meditationslandskap måste spelaren placera små vita leksakskulor i ihåligheter i landskapet, med en leksakskula i varje ihålighet. Meditationslandskap kan innefatta stora leksakskulor och Oxydstenar som distrahering. Några meditationslandskap har för få eller för många ihåligheter. Oavsett hur det ligger till måste spelaren producera extra ihåligheter eller ta bort existerande ihåligheter för att kunna klara av banan.